# 김달현 (1941년)
김달현(金達玄, 1941년 1월 1일~2000년 8월 8일)은 조선민주주의인민공화국의 정치인이다. 정무원 부총리 (현재의 내각), 과학원 부원장, 조선로동당 정치국 후보위원을 역임하였다.

## 학력
- 김일성종합대학
- 모스크바대학교

## 경력
- 1977년 11월 국가과학원 부원장
- 1982년 2월 최고인민회의 제7기 대의원
- 1984년 8월 참사실장
- 1986년 11월 최고인민회의 제8기 대의원
- 1987년 3월 정무원 화학 및 경공업 위원회 위원장
- 1988년 2월 정무원 국가 계획 위원회 위원장
- 1988년 3월 조선로동당 중앙위원회 위원
- 1988년 6월 정무원 대외 경제 위원회 위원장
- 1988년 9월 조선 국제 합영 총회사 이사장
- 1988년 10월 정무원 대외 경제 위원회 위원장 겸 정무원 무역부장
- 1990년 4월 최고인민회의 제9기 대의원
- 1990년 5월 정무원 부총리
- 1992년 12월 정무원 부총리 겸 국가 계획 위원회 위원장, 조선로동당 정치국 후보위원
- 1993년 12월 2. 8 비날론 연합 기업소 지배인
- 1994년 7월 김일성 국가 장의 위원회 위원
- 1995년 2월 오진우 국가 장의 위원회 위원
- 1996년 2월 리승기 국가 장의 위원회 위원

## 활동
- 1977년 11월 과학원 대표단장으로 동독, 불가리아 방문
- 1979년 8월 과학원 대표단장으로 제14차 태평양 학술 토론회 참석차 소련 방문
- 1988년 10월 정부 대표단장으로 니카라과, 쿠바, 페루 방문
- 1989년 8월 경제권 대표단장으로 소련 방문
- 1989년 10월 경제권 대표단장으로 오스트리아, 스위스, 이탈리아 방문
- 1990년 5월 경제 및 정부 대표단장으로 이란 방문
- 1990년 9월 경제 및 정부 대표단장으로 리비아 방문
- 1990년 10월 경제 및 정부 대표단장으로 쿠바 방문
- 1990년 11월 체코슬로바키아와 무역 협정 조인, 연형묵 총리 수행 중국 방문
- 1991년 6월 대외 경제 대표로 필리핀 방문
- 1991년 8월 경제권 대표단장으로 이란 방문
- 1992년 6월 러시아 사하 공화국 가스관 건설 의정서 조인
- 1992년 7월 조선민주주의인민공화국 대표단장으로 남북한간 경제 협력 논의차 서울 방문[1]
- 1993년 7월 경제권 대표단장으로 비밀리 중동 지역 국가 방문
- 1993년 9월 전국 가격 일꾼 대회 개막식 참석 (전국 상업인 대회)
- 1993년 11월 오스트리아 스노르덱스 社 대표단 면담
- 1999년 10월 함경남도에 건설되고 있는 제염소에 김정일 총비서 격려 메시지 전달하는 집회에서 함경남도 인민위원회 참사로 소개됨

## 수상
- 1992년 4월 김일성 훈장

## 기타
- 아내는 김일성의 외오촌 조카인 강관숙이다.
- 매제는 조선로동당 중앙위원회 후보위원과 조평통 부위원장, 내각 225부 부장을 역임한 강관주다.
- 사망 원인은[2] 참조.